# Primera República francesa
La Primera República francesa, oficialmente la República francesa (en francés: République française), fue el nombre dado a una serie de regímenes parlamentarios y republicanos que se sucedieron entre el 21 de septiembre de 1792 y el 18 de mayo de 1804, durante la Revolución francesa. Empezó oficialmente el día en que los diputados de la Convención Nacional aprobaron la abolición de la monarquía, confirmando así la destitución del rey Luis XVI que había sido suspendido en el transcurso de la Jornada del 10 de agosto de 1792. Duró un total de doce años, hasta el establecimiento del Primer Imperio francés por Napoleón Bonaparte en mayo de 1804.
Este período se caracterizó por la caída y abolición de la monarquía francesa, el establecimiento de la Convención Nacional y el Reinado del Terror, la Reacción de Termidor y la fundación del Directorio, y, finalmente, la creación del Consulado y el ascenso de Napoleón al poder.

## Gobiernos
La Primera República pasó por tres formas de gobierno durante sus doce años de existencia:
- la Convención Nacional, entre 1792 y 1795, con un gobierno girondino primero y uno jacobino después, conocido como El Terror, siendo Maximilien Robespierre el líder más conocido de esta última etapa. El periodo que se inicia a partir de su caída lleva el nombre de Convención Termidoriana y se define por: su antijacobinismo, la vuelta al poder de los girondinos y de los republicanos moderados, la presión de los monárquicos y la vuelta a una economía de corte más liberal.
- el Directorio, entre 1795 y 1799, de carácter más moderado. Caracterizado por las victorias militares del ejército de la República, una grave crisis económica y las disensiones entre los directores, que limitaron su capacidad para gobernar.
- el Consulado, entre el 10 de noviembre de 1799 y 18 de mayo de 1804, creado a raíz del Golpe de Estado del 18 de brumario y definido por la Constitución del Año VIII. Termina después de la coronación de Napoleón Bonaparte y el establecimiento del Primer Imperio Francés. En la Constitución del año XII está claro que el gobierno de la República es ejercido por un emperador hereditario. El nombre «República francesa» desaparece paulatinamente en beneficio de «Imperio Francés».

## El fin de la monarquía constitucional
El emperador Leopoldo II, hermano de la reina María Antonieta, ocupado principalmente en su conflicto con el Imperio Otomano y en el Reparto de Polonia, poco le importaban los problemas internos de Francia, cuando, el 20 de abril de 1792, todos los diputados de la Asamblea Nacional Legislativa, que entonces ostentaba el poder, y esto mucho antes de la proclamación de la República, votaron "con alegría" unilateralmente la guerra al "rey de Bohemia y Hungría", es decir, al Emperador. Esta declaración de guerra fue provocada, según los actores, por problemas de política interior o el deseo de desestabilizar a los vecinos hostiles a la revolución.
Apenas pasada la declaración de guerra, Francia, esperando una rápida victoria, invadió Bélgica, entonces territorio del Sacro Imperio Romano Germánico y con el objetivo de apoderarse de Mons libró sin éxito la batalla de Quiévrain el 29 y 30 de abril de 1792, la batalla de Marquain el 29 de abril de 1792, atacó sin éxito Tournai y tuvo que hacer frente a una contraofensiva.
En julio de 1792, el Duque de Brunswick, general de los ejércitos austro-prusianos, hizo publicar el Manifiesto de Brunswick, en el que amenazaba con la destrucción de París en caso de ataque contra Luis XVI o la Reina. Esta declaración, redactada en círculos emigrados, tuvo el efecto contrario al deseado. De hecho, la amenaza extranjera que se cernía sobre Francia en aquel momento no hizo sino exacerbar la agitación política resultante de la Revolución y aumentar el resentimiento de diversas facciones políticas hacia la Europa antirrevolucionaria. 
Durante la jornada del 10 de agosto de 1792, una multitud de parisinos, que no habían olvidado la matanza de los hombres de La Fayette (masacre de Nancy, masacre del Campo de Marte en julio de 1791) asaltaron el Palacio de las Tullerías y masacraron a cerca de 600 guardias suizos, pidiendo entonces la caída de la monarquía. La familia real se refugió en el salón comedor, que entonces albergaba la Asamblea Legislativa. El temor a un nuevo movimiento antirrevolucionario provocó nuevos actos de violencia. Durante la primera semana de septiembre de 1792, turbas de parisinos irrumpieron en las cárceles de la ciudad y mataron a más de la mitad de los presos, entre los que había nobles, clérigos, presos políticos, pero también delincuentes comunes, como prostitutas, ladrones, asesinos, etc. Estos episodios se conocen como las "masacres de septiembre".

## La Convención Nacional

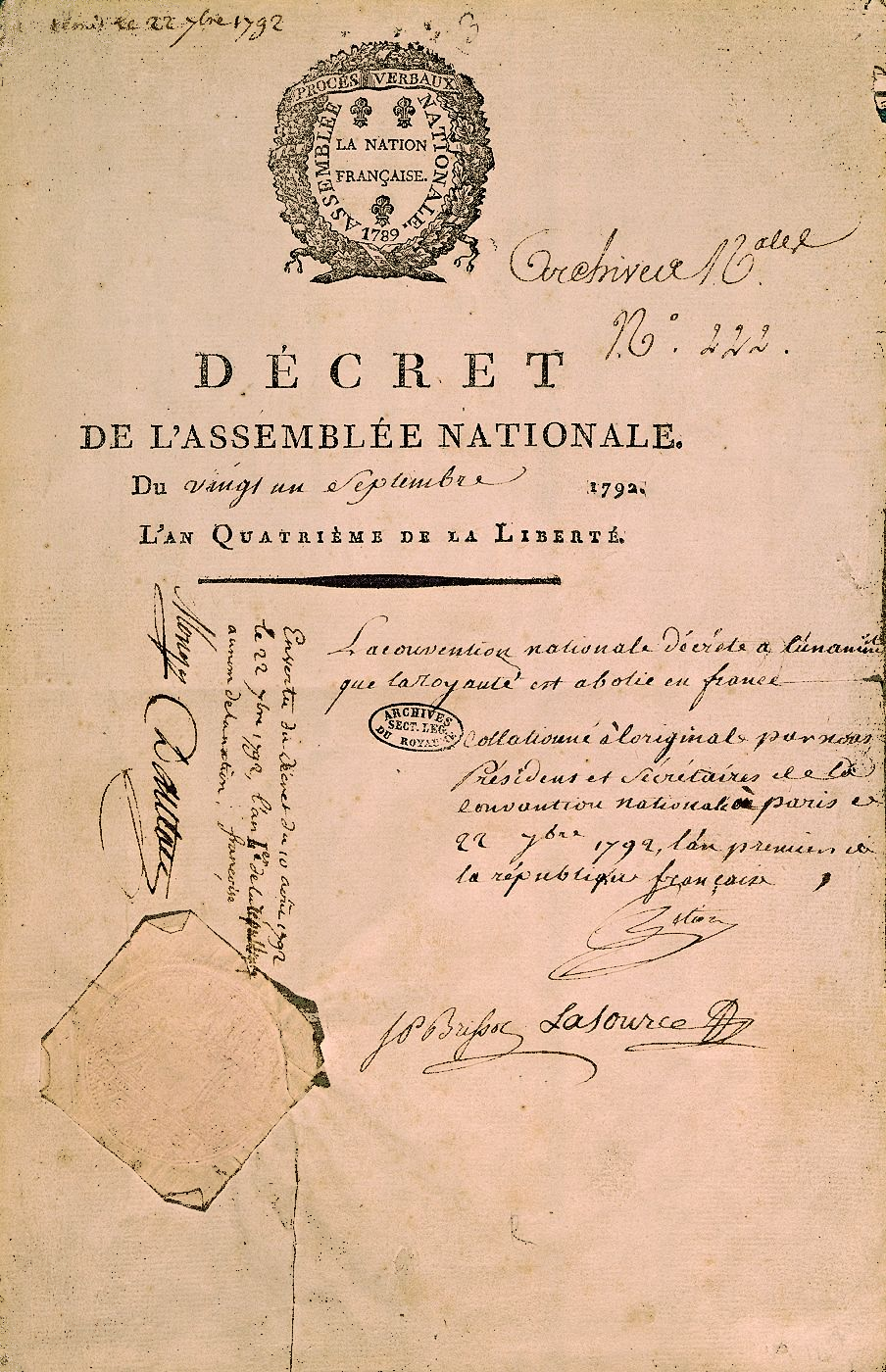
Decreto de la Convención de abolición de la Realeza, 21 de septiembre de 1792 (Archivos Nacionales).

Debido a este estallido de violencia y a la inestabilidad política de la monarquía constitucional, seis miembros de la Asamblea Legislativa son encargados de supervisar las futuras elecciones. La Convención resultante se fundó sobre la doble idea de abolir la monarquía y redactar una nueva constitución. La primera acción de la Convención fue proclamar la República y eliminar los poderes políticos del rey Luis XVI de Francia. Éste se convirtió entonces en un ciudadano ordinario, al que se dio el nombre de Louis Capet; nombre con el que fue juzgado en diciembre de 1792, por el delito de alta traición, declarado culpable el 16 de enero y guillotinado el 21 de enero de 1793. 
Durante el invierno de 1792 y la primavera de 1793, París se vio gravemente afectada por el hambre. La nueva Convención hizo poco por remediarlo hasta finales de la primavera de 1793, y se preocupó más por la guerra que aún continuaba. Finalmente, el 6 de abril de 1793, la Convención creó el Comité de Salvación Pública, al que se encomendó una tarea monumental: 

Remediar el movimiento radical constituido por los Enragés, la escasez de alimentos y los motines, la revueltas de Vendée y Bretaña, las recientes derrotas del ejército revolucionario, y la deserción de su comandancia general.

En efecto, el Comité de Salus Pública instaura una política de terror, en la que la guillotina se reserva para todo aquel que sea percibido como enemigo de la República.
A pesar del creciente descontento con la Convención Nacional como órgano de gobierno del país, ésta redactó la Constitución del Año I (1793), ratificada a su vez por votación popular a principios de agosto. Este texto, que proclamaba el sufragio universal en un momento en que empezaba a surgir en Estados Unidos, fue muy importante porque constituyó un revés para la burguesía, que hasta entonces había conseguido mantener el sufragio censitario. También obligó a los poderes públicos a ayudar a los necesitados. Creció la importancia concedida al Comité de salud pública y sus competencias. Se suspendieron los derechos garantizados por la Declaración de los Derechos del Hombre y del Ciudadano y por la nueva Constitución. El Comité llevó a cabo miles de ejecuciones contra los enemigos reales y supuestos de la joven República, hasta el punto de que la guillotina recibió, entre otros apodos, el de "navaja nacional". Las políticas y leyes del Comité llevaron la Revolución a un nivel nunca visto. Se introdujo el Calendario Revolucionario, se cerraron las iglesias de París y sus alrededores para continuar con la Descristianización de la República, María Antonieta fue juzgada y ejecutada, se instituyó la Ley de los Sospechosos, etc. Fueron ejecutados miembros de varias facciones y grupos revolucionarios, entre ellos Hébertistas y Dantonistas.

## El Directorio

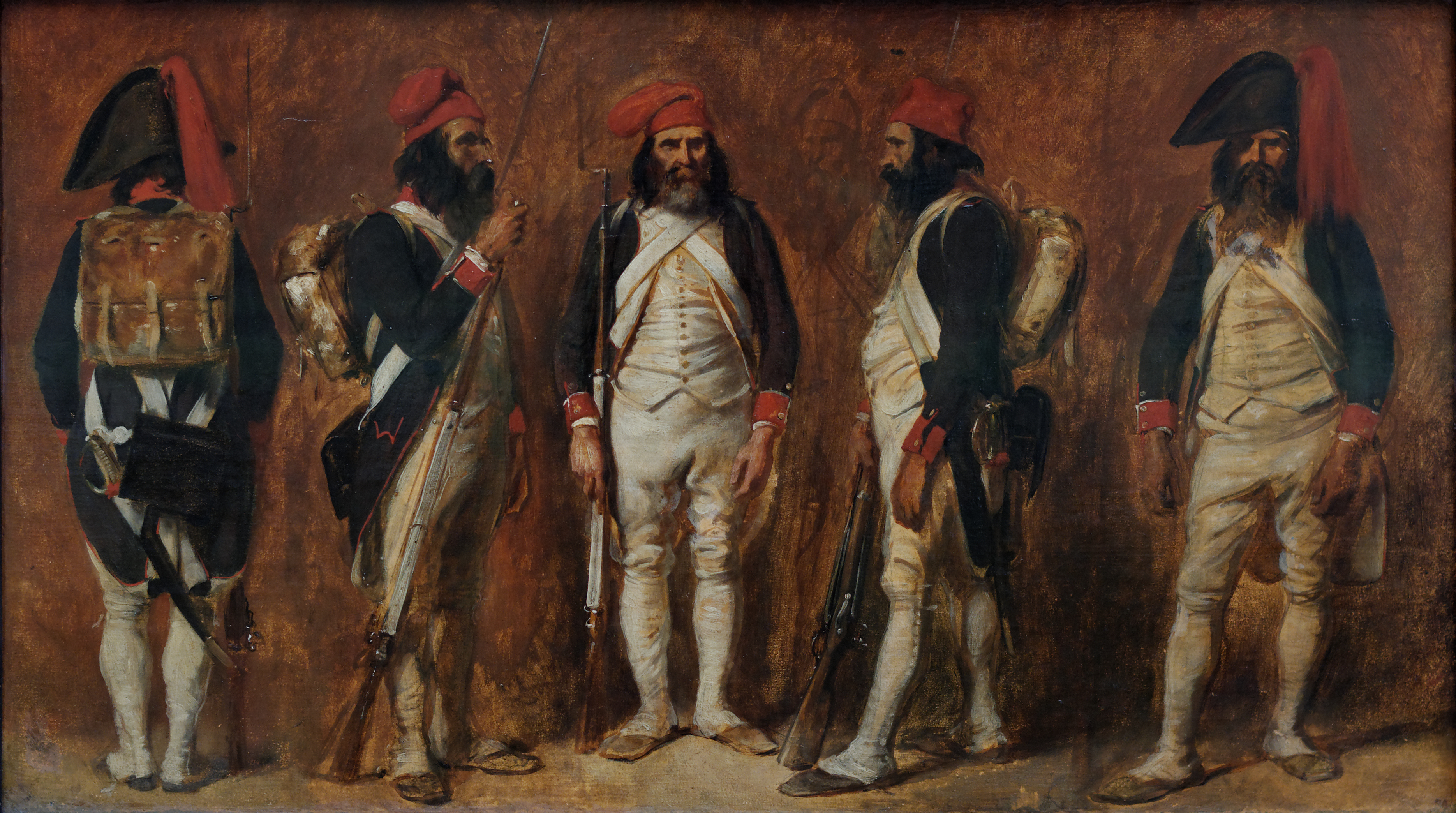
Soldados de la Primera República, Auguste Raffet (c. 1840).

Tras la caída de Robespierre, el club de los Jacobinos fue disuelto y los Girondinos supervivientes fueron reinstaurados. El 22 de agosto de 1795 (5 fructidor año III), la Convención Nacional adoptó la Constitución del Año III, redactada por una comisión de once miembros tras la negativa de los Termidorenses a aplicar la Constitución del Año I. Restableció la libertad de culto, permitió la liberación de un gran número de prisioneros y, lo más importante, dispuso la celebración de elecciones para formar una nueva legislatura. El triunfo de la reacción termidoriana es evidente: con el restablecimiento del sufragio censitario, se vuelve al principio de ciudadanos activos y pasivos de 1791. Boissy d'Anglas pudo así ensalzar los méritos de los propietarios, y en esta etapa la Revolución adquirió definitivamente el carácter de una revolución burguesa. La Conjuration des Égaux de Gracchus Babeuf fue así aplastada con sangre en 1797.
El 3 de noviembre de 1795 se instaura el Directorio. El poder se dividió entre una cámara alta llamada Consejo de Ancianos compuesta por 250 miembros, una cámara baja llamada Consejo de los Quinientos y un gobierno ejecutivo de cinco miembros llamado Directorio (de ahí el nombre de este periodo histórico), que no tenía autoridad sobre ninguno de los dos Consejos. Cada año, uno de los Consejeros es sustituido por uno nuevo, elegido por el Parlamento. El Consejo de los Quinientos se encarga de proponer leyes, que luego deben ser aprobadas por el Consejo de Ancianos. Se supone que las dos cámaras ejercen un contrapoder frente a un ejecutivo demasiado amplio, protegiéndose así de la aparición de una nueva dictadura mediante una estricta separación de poderes. 
A pesar de la éxitos militares de Bonaparte en Italia, el régimen estuvo marcado por la inestabilidad, la corrupción y graves problemas financieros. El Directorio, a menudo incapaz de ponerse de acuerdo, dificultaba la toma de decisiones, mientras que el Parlamento era escenario de una violenta oposición partidista, como ocurrió durante los golpes de Estado del 18 fructidor año V (4 de septiembre de 1797) o del 30 prairial año VII (18 de junio de 1799). El Directorio duró cuatro años y terminó con el golpe de Estado del 18 de brumario (año VIII, 9 de noviembre de 1799).

## El Consulado

República Francesa en 1801 en la época del Consulado.

Este periodo comenzó con el golpe de Estado del 18 de brumario año VIII (9 de noviembre de 1799), apoyado por algunos miembros del Directorio, bajo el mando militar de Napoleón Bonaparte. Tras este episodio, se crea un Consulado provisional dirigido por Bonaparte, Sieyès y Ducos; posteriormente, el 11 de nivôse an VIII (1 de enero de 1800), el Consulado se instala oficialmente con Cambacérès y Lebrun como nuevos Cónsules. Tras la inestabilidad que caracteriza al Directorio, el primer objetivo del Consulado es consolidar el poder ejecutivo. El 4 de Nivôse año VIII (26 de diciembre de 1799) se elabora y se pone en vigor una nueva Constitución. Ésta refuerza el poder ejecutivo representado por los tres Cónsules, la representación de los notables en la vida política francesa, pero no se suprime oficialmente el sufragio universal. Los derechos del hombre y del ciudadano, así como la defensa de las libertades, derivados de los ideales revolucionarios, están ausentes en el texto de esta nueva constitución, que parece especialmente adaptada a las ambiciones de Bonaparte.
Napoleón Bonaparte fue nombrado Primer Cónsul, haciéndose cargo del ejecutivo. Tenía poder de nombramiento para los principales cargos públicos y cierto poder de iniciativa en materia legislativa. Asimismo, el Primer Cónsul se vio dotado de importantes poderes en materia diplomática y militar. Sin embargo, la Constitución no rompe completamente con la colegialidad del Directorio, ya que sigue habiendo tres cónsules (aunque los dos últimos sólo tienen poder consultivo). 
Paralelamente a este poderoso poder ejecutivo, se crean cuatro asambleas:
- El Consejo de Estado, cuyos miembros son nombrados por el Primer Cónsul, encargado de preparar los proyectos de ley y de asistir al jefe del Estado en el enjuiciamiento de los contenciosos administrativos. Su papel se define en la Constitución de An VIII, de la siguiente manera:

Bajo la dirección de los cónsules, un Conseil d'État se encarga de elaborar los proyectos de ley y los reglamentos de la administración pública, así como de resolver las dificultades que surjan en materia administrativa.
Constitución de 22 frimaire del año VIII, artículo 52.
- El Tribunado, instituido oficialmente el 11 de Nivôse An VIII (enero de 1800), compuesto por cien diputados (cincuenta tras la Constitución de An X) nombrados por el Senado cada cinco años y renovables por 1/5.ª. El Tribunado asumió algunas de las funciones del Conseil des Cinq-Cents: su papel se limitaba a deliberar sobre los proyectos de ley antes de su adopción por el Cuerpo Legislativo.

- El Cuerpo Legislativo, creado al mismo tiempo que el Tribunat, que sustituyó entonces al Consejo de Ancianos. Sus trescientos miembros también son nombrados por el Senado cada cinco años y renovables por 1/5. Su función es votar los proyectos de ley sin debatirlos.

- El Senado conservador, cuya función es principalmente velar por la conservación de la Constitución, de ahí su nombre, y elegir a los miembros del Cuerpo Legislativo y del Tribunat, a los jueces de casación y a los comisarios de cuentas. El Senado contaba con sesenta miembros inamovibles, de al menos cuarenta años, nombrados por Bonaparte, quien a su vez cooptaba a otros veinte senadores. Poco a poco, el poder de esta asamblea iba a ampliarse, ya que más tarde se encargaría de redactar la legislación, el senatus-consult, instituido por la Constitución del año X.

Era la primera vez que se otorgaba al gobierno francés el poder de legislar.
Bonaparte debía trabajar para hacer sostenible el Consulado. En primer lugar, restableció la paz en la República. Puso fin a las insurrecciones en el oeste de Francia, ya fuera mediante negociaciones o con presencia militar. Permitió que el clero, expulsado desde la Revolución Francesa, regresara al país. Y lo que es más importante, puso fin a las guerras con otras naciones europeas, especialmente Austria.
El Consulado fue también un periodo de consolidación del Estado. A partir de 1802, el presupuesto de Francia se equilibró. El Banco de Francia fue creado en 1800, mientras que la Constitución también preveía la creación del Cour des comptes. Los prefectos fueron instituidos por la ley de 28 pluviôse año VIII (19 de febrero de 1800), que también definió con mayor precisión la red administrativa francesa. La justicia, por su parte, se volvió cada vez más autoritaria, aunque el Consulado no cuestionara la igualdad de todo ciudadano ante la ley. Por último, cabe señalar que el Consulado marcó el retorno del poder religioso en una Francia revolucionaria que hasta entonces se había resistido a cualquier intervención del clero en la vida pública. Deseoso de reconstruir un vínculo social más fuerte tras la destrucción de la sociedad de órdenes que caracterizaba al Antiguo Régimen, Napoleón Bonaparte, tras negociar con el papa Pío VII, promulgó el Concordato de 1801, que a partir de 1802 permitió reorganizar la presencia de la Iglesia católica en la República Francesa.
La oposición a Napoleón y al Consulado fue rápidamente acallada. Los movimientos jacobinos y monárquicos fueron controlados, y la prensa amordazada. Bonaparte hizo suprimir unos sesenta periódicos opuestos al régimen en enero de 1800.
Aunque la Constitución de An VIII otorgaba el poder a Bonaparte durante diez años, consiguió que el Tribunat, el Senado y el pueblo intervinieran mediante un plebiscito en 1802, para que un senatus-consult le otorgara el estatuto de cónsul vitalicio. Además, la Constitución del Año X (1802) redujo el número de miembros del Tribunado de cien a cincuenta, al tiempo que aumentaba el poder legislativo del Senado conservador.
El Consulado finalizó en 1804, con la proclamación del Imperio.